# Michelle Visage
Michelle Lynn Shupack (Perth Amboy; 20 de septiembre de 1968), conocida como Michelle Visage, es una cantante, locutora de radio, personaje televisivo y presentadora de televisión estadounidense.
Comenzó su carrera musical como miembro del grupo Seduction. Tras la separación de dicho grupo, Visage se convirtió en la líder del grupo The S.O.U.L. S.Y.S.T.E.M. en 1992. Colaboró también como vocalista invitada en el sencillo "Crash" para TKA. Años más tarde, Michelle fue la copresentadora del talk show de VH1, The RuPaul Show presentado por la drag queen RuPaul. También cubrió la alfombra roja de los Premios Grammy de 1998 y la fiesta del 25 aniversario de Grease. Desde enero de 2011, Visage es jueza en el reality RuPaul's Drag Race, así como en su spin-off RuPaul's Drag Race: All Stars. Participó además en la 15.ª edición de Celebrity Big Brother, en Reino Unido en 2015, quedando en quinto lugar. Además es una de los cuatro jueces de Ireland's Got Talent, cuya primera temporada se estrenó en 2018.

## Biografía
Michelle Visage acudió a un instituto de artes en South Plainfield, Nueva Jersey, y después acudió a la American Musical and Dramatic Academy en Manhattan. Con 16 años, ganó un concurso de imitadoras de Madonna. Poco después de finalizar sus estudios, se mudó a Nueva York para buscarse la vida como actriz. Reside en California junto a su marido, el autor y guionista David Case, y sus dos hijas, Lillie y Lola. En noviembre de 2015, publicó su primer libro, The Diva Rules.

### Carrera musical
Michelle realizó una audición y consiguió formar parte de Seduction, una girlband de R&B y dance vocal creada por Robert Clivilles y David Cole que firmó con la discográfica A&M Records in 1990. El grupo tuvo numerosos hits, siendo el más conocido "Two to Make It Right". Tras la separación de la girlband, Visage colaboró con el grupo de baile freestyle TKA como vocalista invitada en su canción "Crash (Have Some Fun)". Visage también fue la vocalista de otro grupo creado también por Clivilles & Cole, The S.O.U.L. S.Y.S.T.E.M., grabando la canción "It's Gonna Be a Lovely Day", versionando la canción "Lovely Day" de Bill Withers, siendo incluida en la banda sonora de El Guardaespaldas. "It's Gonna Be a Lovely Day" alcanzó el número 1 de sencillos dance y el N.º 34 en el Billboard Hot 100 en enero de 1993.
De igual manera, Michelle ha colaborado en numerosos álbumes de RuPaul, apareciendo en los videoclips de "New York City Beat"  y "From Your Heart", estrenada originalmente en el especial RuPaul's Green Screen Christmas Special (2015), subido después en su canal de Youtube. También ha hecho apariciones en "Glamazon", "Responsitrannity", "The Beginning"  y "Nothing For Christmas", tomadas en la mayoría de archivo.

### Radio y pódcast
Visage ha copresentado The Jamz Session en la emisora Hot 92 Jamz (KHHT) en Los Ángeles desde 2002 hasta 2005.
En 2005, Visage volvió a Nueva York y se convirtió en coanfitriona de The Morning Mix on WNEW-FM hasta finales de 2006. También presentó en Sirius Satellite Radio The Beat 66 desde 2003 a 2006 A inicios de 2007, copresentó el magacín matinal en SUNNY 104.3 in West Palm Beach, Florida. A principios de 2011, se unió a la emisora 93.9 MIA en Miami para presentar MIA Morning Show. [cita requerida] Dejó Miami y esta emisora a finales de 2011 y volvió de nuevo a Los Ángeles.[cita requerida]
Visage comenzó a copresentar el podcast semanal RuPaul: What's The Tee? en abril de 2014. Tanto ella como RuPaul entrevistan a celebridades, hablan de sus vidas y de RuPaul's Drag Race. El podcast ganó Webby Award en 2018.

### Televisión
En 1996, Visage copresentó el talk show The RuPaul Show junto a RuPaul en VH1, además de un magacín matinal en la emisora WKTU de 1996 a 2002.
También ha cubierto en VH1 la alfombra roja de los Premios Grammy de 1998 y la fiesta del 25.º aniversario de Grease en 2002.
En enero de 2011, Michelle debutó como juez permanente en el reality show de Logo TV RuPaul's Drag Race, donde cubrió la vacante de Merle Ginsberg, siendo juez también su spin-off, RuPaul's Drag Race: All Stars.
En enero de 2015, Visage participó en la decimoquinta edición del reality-show Celebrity Big Brother en el canal británico Channel 5. Finalmente, el 6 de febrero, Michelle abandonó la casa como quinta clasificada, a pesar de ser una de las favoritas para ganar. Tras dejar la casa, Michelle colaboró en varias entregas de "Celebrity Big Brother's Bit On The Side", aun show que se emite justo después de Celebrity Big Brother.
El 13 de mayo de 2017, Michelle y Ross Mathews fueron los comentaristas de Logo en la gran final del Festival de Eurovisión de aquel año.
También ha aparecido como juez en Ireland's Got Talent.

### Teatro
Michelle debutó como Miss Hedge en la obra Everybody's Talking About Jamie, en pleno West End, desde el 18 de octubre de 2018.

## Discografía

### Álbumes
| Álbum                        | Año  | Grupo     | Notas |
| ---------------------------- | ---- | --------- | ----- |
| Nothing Matters Without Love | 1989 | Seduction |       |

### Sencillos
| Canción                      | Año  | Artista                   | Álbum                               |
| ---------------------------- | ---- | ------------------------- | ----------------------------------- |
| "It's Gonna Be a Lovely Day" | 1992 | The S.O.U.L. S.Y.S.T.E.M. | Banda sonora de "El guardaespaldas" |

### Apariciones estelares
| Canción                    | Año  | Artista      | Álbum                        |
| -------------------------- | ---- | ------------ | ---------------------------- |
| "Crash (Have Some Fun)"    | 1991 | TKA          | Sencillo                     |
| "Hard Candy Christmas"     | 1997 | RuPaul       | Ho, Ho, Ho                   |
| "With Bells On"            | 1997 | RuPaul       | Ho, Ho, Ho                   |
| "Let the Music Play"       | 2014 | RuPaul       | Born Naked                   |
| "Manila Radio (Interlude)" | 2014 | Manila Luzon | Eternal Queen                |
| "New York City Beat"       | 2015 | RuPaul       | RuPaul Presents: CoverGurlz2 |
| "L.A. Rhythm"              | 2015 | RuPaul       | Realness                     |
| "L.A. Rhythm" (Remix)      | 2015 | RuPaul       | Realness                     |
| "From Your Heart"          | 2015 | RuPaul       | Slay Belles                  |
| "Category Is..."           | 2016 | RuPaul       | Butch Queen                  |

## Filmografía
| Año          | Título                           | Género     | Rol                                  | Notas                                                            |
| ------------ | -------------------------------- | ---------- | ------------------------------------ | ---------------------------------------------------------------- |
| 1989         | Dance Party USA                  | Televisión | Ella misma                           |                                                                  |
| 1990         | Club MTV                         | Televisión | Ella misma                           |                                                                  |
| 1996–1998    | The RuPaul Show                  | Televisión | Ella misma                           |                                                                  |
| 2002         | Maybe It's Me                    | Película   | Tania                                |                                                                  |
| 2011–present | RuPaul's Drag Race               | Televisión | Ella misma                           | Juez                                                             |
| 2011–present | RuPaul's Drag Race: Untucked     | Televisión | Ella misma                           |                                                                  |
| 2012–present | RuPaul's Drag Race: All Stars    | Televisión | Ella misma                           | Juez                                                             |
| 2013         | That Sex Show                    | Televisión |                                      |                                                                  |
| 2013–2015    | The Most Popular Girls in School | Webserie   | Mrs. Zales                           |                                                                  |
| 2015         | Celebrity Big Brother            | Televisión | Ella Misma                           | 5.ª clasificada                                                  |
| 2017         | Eurovision Song Contest          | Televisión | Comentarista para los Estados Unidos |                                                                  |
| 2018         | Ireland's Got Talent             | Televisión | Ella misma                           | Juez                                                             |
| 2018         | The X Factor                     | Televisión | Ella misma                           | Invitada estrella de Simon Cowell en la fase de "Judge's houses" |